# Novella Nelson
Pour les articles homonymes, voir Nelson.
Novella Nelson (née le 17 décembre 1938 à Brooklyn et morte le 31 août 2017 dans le même quartier de New York) est une chanteuse et actrice américaine.

## Biographie

### Jeunesse et formation
Novella Nelson est la fille de James Nelson, un chauffeur de taxi et pasteur, et de Evelyn Hines Nelson, secrétaire de rédaction du magazine de mode le Women's Wear Daily. après ses études secondaires, elle est acceptée au Brooklyn College pour suivre des études supérieures de chimie. Lors de sa deuxième année universitaire, elle suit des cours de théâtre, c'est la révélation, elle décide de devenir comédienne. 

### Carrière
Elle commence sa carrière en jouant sur les scènes de l'Off-Broadway puis à partir de 1964, elle joue sur les scènes de Broadway au St. James Theatre, au Broadway Theatre, puis elle devient consultante de production pour diverses pièces de théâtre et comédies musicales de Broadway,,.
Elle commence sa carrière d'actrice de cinéma en 1978, en jouant un second rôle dans le film Une femme libre,.
En 1994, elle se lance dans le répertoire classique en tenant le rôle de Clytemnestre dans la pièce Électre, tragédie de Sophocle au Bowne Theatre lors du Festival Shakespeare du New Jersey de 1994. 
Après ses rôles d’actrice dans les films comme Cotton Club, elle reprend ses activités de chanteuse de jazz en donnant des représentations au Burgundy Cafe, dans Amsterdam Avenue près de la 83°rue accompagnée d'un trio qui comprend deux percussionnistes, un violoncelliste offrant différentes couleurs et textures instrumentales, mélangeant sources africaines, latino-américaines et américaines.

### Vie personnelle
Novella Nelson est inhumée au Pinelawn Memorial Park d'East Farmingdale dans le comté de Suffolk, dans l'État de New York.

## Filmographie
- 1978 : Une femme libre (An Unmarried Woman) : Jean Starret
- 1979 : The Seduction of Joe Tynan : Carla Willis
- 1984 : Cotton Club : Madame St. Clair
- 1984 : The Flamingo Kid : Lizzy the Housekeeper
- 1987 : Les Enfants de l'impasse (Orphans) : Mattie
- 1990 : Privilege : Yvonne Washington
- 1990 : Le Bûcher des vanités (The Bonfire of the Vanities) : Media Jackal
- 1991 : Strictly Business : Olivia
- 1992 : Citizen Cohn, le persécuteur
- 1993 : Weekend at Bernie's II : Mobu
- 1994 : Dead Funny : Frances
- 1995 : The Keeper : Mrs. Lemont, la mère
- 1996 : Girl 6 : la tante d'Angela
- 1997 : L'Associé du diable (The Devil's Advocate) : Botanica Woman
- 1998 : Meurtre parfait (A Perfect Murder) : Alice Wills
- 1999 : New York, unité spéciale (saison 1, épisode 6) : Mrs. Mosley
- 2002 : Antwone Fisher : Mrs. Tate
- 2003 : À la Maison-Blanche (The West Wing) épisodes Gaza et N.S.F. Thurmont : Gail Fitzwallace
- 2004 : Birth : Lee
- 2004 : New York, unité spéciale (saison 6, épisode 6) : Anne Sciola
- 2005 : Dear Wendy : Clarabelle
- 2005 : Preaching To The Choir : Ruth
- 2007 : The Ten : Juge Sophia R. Jackson
- 2007 : August Rush : Social Worker
- 2010 : Night Catches Us : Eloise Johnson
- 2010 : 30 Rock épisode "The Moms"
- 2010 : Une drôle d'histoire (It's Kind of a Funny Story) : The Professor
- 2011 : Somebody's Hero
- 2012 : Nancy, Please
- 2014 : Balade entre les tombes de Scott Frank
- 2015 : Sweet Kandy

## Discographie
- 1970 : album Novella Nelson, label Arcana.